# (1252) Celestia
(1252) Celestia – planetoida z grupy pasa głównego asteroid okrążająca Słońce w ciągu 4 lat i 157 dni w średniej odległości 2,7 au. Została odkryta 19 lutego 1933 roku w Oak Ridge Observatory w Harvardzie przez Freda Whipple’a. Nazwa planetoidy pochodzi od Celestii Whipple, matki odkrywcy. Przed jej nadaniem planetoida nosiła oznaczenie tymczasowe (1252) 1933 DG.